# Боротьба на літніх Олімпійських іграх 2016
Змагання з боротьбі на літніх Олімпійських іграх 2016 пройшли з 14 по 21 серпня. Було розіграно 18 комплектів нагород.

## Медальний залік
| Місце  | Країна         | Золото | Срібло | Бронза | Загалом |
| ------ | -------------- | ------ | ------ | ------ | ------- |
| 1      | Росія          | 4      | 3      | 2      | 9       |
| 2      | Японія         | 4      | 3      | 0      | 7       |
| 3      | Куба           | 2      | 1      | 0      | 3       |
| 4      | США            | 2      | 0      | 1      | 3       |
| 5      | Туреччина      | 1      | 2      | 2      | 5       |
| 6      | Іран           | 1      | 1      | 3      | 5       |
| 7      | Вірменія       | 1      | 1      | 0      | 2       |
| 8      | Грузія         | 1      | 0      | 2      | 3       |
| 9      | Канада         | 1      | 0      | 0      | 1       |
| 10     | Сербія         | 1      | 0      | 0      | 1       |
| 11     | Азербайджан    | 0      | 3      | 6      | 9       |
| 12     | Білорусь       | 0      | 1      | 2      | 3       |
| 13     | Казахстан      | 0      | 1      | 2      | 3       |
| 14     | Данія          | 0      | 1      | 0      | 1       |
| 15     | Україна        | 0      | 1      | 0      | 1       |
| 16     | Узбекистан     | 0      | 0      | 3      | 3       |
| 17     | КНР            | 0      | 0      | 2      | 2       |
| 18     | Швеція         | 0      | 0      | 2      | 2       |
| 19     | Болгарія       | 0      | 0      | 1      | 1       |
| 20     | Індія          | 0      | 0      | 1      | 1       |
| 21     | Італія         | 0      | 0      | 1      | 1       |
| 22     | Німеччина      | 0      | 0      | 1      | 1       |
| 23     | Норвегія       | 0      | 0      | 1      | 1       |
| 24     | Південна Корея | 0      | 0      | 1      | 1       |
| 25     | Польща         | 0      | 0      | 1      | 1       |
| 26     | Румунія        | 0      | 0      | 1      | 1       |
| 27     | Туніс          | 0      | 0      | 1      | 1       |
| Всього | Всього         | 18     | 18     | 36     | 71      |

## Медалісти

### Чоловіки
Вільна боротьба
| Дисципліна           | Золото                      | Срібло               | Бронза                  |
| -------------------- | --------------------------- | -------------------- | ----------------------- |
| до 57 кг докладніше  | Владімер Хінчегашвілі (GEO) | Рей Хігуті (JPN)     | Гаджі Алієв (AZE)       |
| до 57 кг докладніше  | Владімер Хінчегашвілі (GEO) | Рей Хігуті (JPN)     | Хассан Рахімі (IRI)     |
| до 65 кг докладніше  | Сослан Рамонов (RUS)        | Тогрул Асгаров (AZE) | Франк Чамісо (ITA)      |
| до 65 кг докладніше  | Сослан Рамонов (RUS)        | Тогрул Асгаров (AZE) | Іхтійор Наврузов (UZB)  |
| до 74 кг докладніше  | Хассан Яздані (IRI)         | Аніуар Гедуєв (RUS)  | Джабраїл Гасанов (AZE)  |
| до 74 кг докладніше  | Хассан Яздані (IRI)         | Аніуар Гедуєв (RUS)  | Сонер Демірташ (TUR)    |
| до 86 кг докладніше  | Абдулрашид Садулаєв (RUS)   | Селім Яшар (TUR)     | Шаріф Шаріфов (AZE)     |
| до 86 кг докладніше  | Абдулрашид Садулаєв (RUS)   | Селім Яшар (TUR)     | Джейден Кокс (USA)      |
| до 97 кг докладніше  | Кайл Снайдер (USA)          | Хетаг Газюмов (AZE)  | Альберт Сарітов (ROU)   |
| до 97 кг докладніше  | Кайл Снайдер (USA)          | Хетаг Газюмов (AZE)  | Магомед Ібрагімов (UZB) |
| до 125 кг докладніше | Таха Акгюль (TUR)           | Комейл Гасемі (IRI)  | Ібрагім Саїдов (BLR)    |
| до 125 кг докладніше | Таха Акгюль (TUR)           | Комейл Гасемі (IRI)  | Гено Петріашвілі (GEO)  |

Греко-римська боротьба
| Подія                | Золото                 | Срібло                | Бронза                    |
| -------------------- | ---------------------- | --------------------- | ------------------------- |
| до 59 кг докладніше  | Ісмаель Борреро (CUB)  | Сінобу Ота (JPN)      | Ельмурат Тасмурадов (UZB) |
| до 59 кг докладніше  | Ісмаель Борреро (CUB)  | Сінобу Ота (JPN)      | Стіг Андре Берге (NOR)    |
| до 66 кг докладніше  | Давор Штефанек (SRB)   | Мігран Арутюнян (ARM) | Шмагі Болквадзе (GEO)     |
| до 66 кг докладніше  | Давор Штефанек (SRB)   | Мігран Арутюнян (ARM) | Расул Чунаєв (AZE)        |
| до 75 кг докладніше  | Роман Власов (RUS)     | Марк Мадсен (DEN)     | Кім Хьон У (KOR)          |
| до 75 кг докладніше  | Роман Власов (RUS)     | Марк Мадсен (DEN)     | Саєд Абдевалі (IRI)       |
| до 85 кг докладніше  | Давит Чакветадзе (RUS) | Жан Беленюк (UKR)     | Джавід Гамзатов (BLR)     |
| до 85 кг докладніше  | Давит Чакветадзе (RUS) | Жан Беленюк (UKR)     | Деніс Кудла (GER)         |
| до 98 кг докладніше  | Артур Алексанян (ARM)  | Ясмані Луго (CUB)     | Дженк Ільдем (TUR)        |
| до 98 кг докладніше  | Артур Алексанян (ARM)  | Ясмані Луго (CUB)     | Гасем Резаеї (IRI)        |
| до 130 кг докладніше | Міхайн Лопес (CUB)     | Риза Каяалп (TUR)     | Сабах Шаріаті (AZE)       |
| до 130 кг докладніше | Міхайн Лопес (CUB)     | Риза Каяалп (TUR)     | Сергій Семенов (RUS)      |

### Жінки
Вільна боротьба
| Подія               | Золото               | Срібло                  | Бронза                   |
| ------------------- | -------------------- | ----------------------- | ------------------------ |
| до 48 кг докладніше | Ері Тосака (JPN)     | Марія Стадник (AZE)     | Сунь Янань (CHN)         |
| до 48 кг докладніше | Ері Тосака (JPN)     | Марія Стадник (AZE)     | Еліца Янкова (BUL)       |
| до 53 кг докладніше | Гелен Мароуліс (USA) | Саорі Йосіда (JPN)      | Наталія Синишин (AZE)    |
| до 53 кг докладніше | Гелен Мароуліс (USA) | Саорі Йосіда (JPN)      | Софія Маттссон (SWE)     |
| до 58 кг докладніше | Каорі Ітьо (JPN)     | Валерія Коблова (RUS)   | Марва Амрі (TUN)         |
| до 58 кг докладніше | Каорі Ітьо (JPN)     | Валерія Коблова (RUS)   | Сакші Малік (IND)        |
| до 63 кг докладніше | Рісако Каваї (JPN)   | Марія Мамашук (BLR)     | Катерина Ларіонова (KAZ) |
| до 63 кг докладніше | Рісако Каваї (JPN)   | Марія Мамашук (BLR)     | Моніка Михалик (POL)     |
| до 69 кг докладніше | Сара Досьо (JPN)     | Наталія Воробйова (RUS) | Ельміра Сиздикова (KAZ)  |
| до 69 кг докладніше | Сара Досьо (JPN)     | Наталія Воробйова (RUS) | Єнні Франссон (SWE)      |
| до 75 кг докладніше | Еріка Вібе (CAN)     | Гюзель Манюрова (KAZ)   | Чжан Фенлью (CHN)        |
| до 75 кг докладніше | Еріка Вібе (CAN)     | Гюзель Манюрова (KAZ)   | Катерина Букіна (RUS)    |